# Orania Vertegenwoordigende Raad
De Orania Vertegenwoordigende Raad (Afrikaans: Orania Verteenwoordigende Raad) is de plaatselijke gemeenteraad van het Afrikaner-dorp Orania in de provincie Noord-Kaap in Zuid-Afrika. Tijdens de implementatie van een nieuw gemeentelijk systeem in Zuid-Afrika in 2000 was de Orania Vertegenwoordigende Raad de enige vertegenwoordigende raad die niet is afgeschaft. Daarom is de Orania Vertegenwoordigende Raad het enige gemeentelijke bestuur dat nog gebruik maakt van de oude gemeentestructuren van voor 2000. Het gemeentebestuur is dan ook gebaseerd op de Oorgangswet op Plaaslike Regering van 1993.
Naast de gemeentelijke taken, is de belangrijkste taak van de Orania Vertegenwoordigende Raad het vertegenwoordigen van de inwoners van Orania in de lopende onderhandelingen met de Zuid-Afrikaanse regering over de (gemeentelijke) status van Orania.

## Geschiedenis
Toen Orania werd gekocht door de Afrikaner Vryheidstigting in 1991, gaf de regering van de Kaapprovincie het dorp de status van privaat landbouwdorp. Na afschaffing van de apartheid kregen de inwoners van alle steden en dorpen in Zuid-Afrika, met inbegrip van private dorpen als landbouw- en mijnbouwdorpen, een hun eigen vertegenwoordigende overgangsraad op basis van de Oorgangswet op Plaaslike Regering. Zodoende kreeg Orania zijn eigen vertegenwoordigende overgangsraad in 1995.

### Voorgenomen fusie met Hopetown en Strydenburg
In 2000 implementeerde de Zuid-Afrikaanse regering een nieuwe vorm van lokale overheden met een gemeentestructuur. Over het algemeen zijn deze gemeenten zijn een combinatie van meerdere steden en dorpen. In het fusieproces stelden de Zuid-Afrikaanse provinciale overheden de lokale vertegenwoordigende overgangsraden op de hoogte over de voorgenomen fusie. Tevens hielden de provinciale overheden een inspraakprocedure, waarna een definitieve beslissing werd genomen. Deze beslissingen - met de beoogde afschaffing van de vertegenwoordigende overgangsraden - werden vervolgens gepubliceerd in de officiële publicatiebladen van de provinciale besturen.

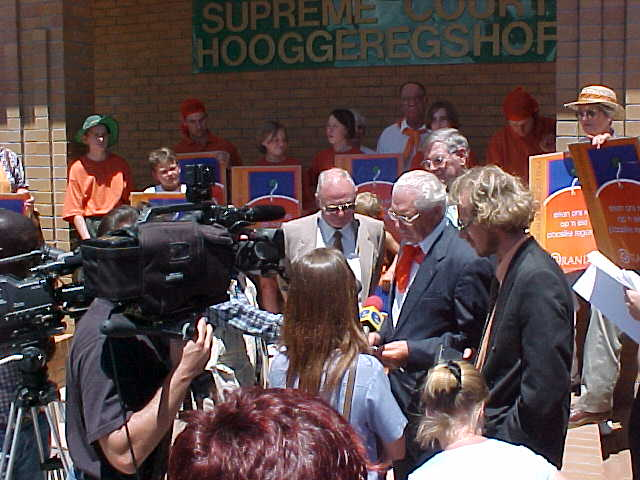
Carel Boshoff en andere inwoners van Orania voor het Noord-Kaapse Hooggerechtshof in Kimberley op 4 december 2000

In het geval van Orania had het provinciaal bestuur van de Noord-Kaap de voorgenomen afschaffing van de Orania Vertegenwoordigende Overgangsraad niet gepubliceerd, wat een wettelijke verplichting was voor een fusie met Hopetown en Strydenburg in één gemeente. Nadat de provinciale overheid deze fout ontdekte, publiceerde deze de aankondiging van zijn voornemen tot de afschaffing van de Orania Vertegenwoordigende Overgangsraad alsnog in het provinciale publicatieblad. Er was een mogelijkheid bezwaar tegen deze aankondiging aan te tekenen tot en met 30 november 2000. Orania diende die dag zijn bezwaren in. Toen de Noord-Kaapse regering niet op tijd kon reageren, stapte de Orania Vertegenwoordigende Overgangsraad naar de rechter. Deze zaak werd op 4 december 2000 behandeld door de Noord-Kaapse Hooggerechtshof, een dag voor de landelijke lokale verkiezingen, waarop de nieuwe gemeentestructuur moest ingaan. In het licht van hetAkkoord op Afrikaner zelfbeschikking uit 1994 en de fout van de Zuid-Afrikaanse regering om de voorgenomen afschaffing van de Orania Vertegenwoordigende Overgangsraad niet te publiceren, zou Orania deze zaak zeer waarschijnlijk winnen, met het gevolg dat het Hooggerechtshof de verkiezingen die voor de volgende dag gepland stonden zou annuleren, aangezien niet alle vertegenwoordigende overgangsraden ontbonden waren.

### Status van de Orania Vertegenwoordigende Raad
Op 4 december 2000 werd de zaak tussen Orania en de Zuid-Afrikaanse regering geschikt. Deze schikking werd diezelfde dag nog bevestigd door het Noord-Kaapse Hooggerechtshof. Ze overeengekomen dat
1. De Orania Vertegenwoordigende Overgangsraad zal voor onbepaalde tijd gehandhaafd blijven[7] en zal niet ontbonden worden door de Zuid-Afrikaanse overheid vanwege de uitvoering van de Wet op Gemeentelijke Structuren (Wet 117 van 1998);
2. De Orania Vertegenwoordigende Raad zal in functie blijven met al zijn bevoegdheden totdat er een overeenkomst over de status van Orania gesloten is tussen de Zuid-Afrikaanse overheid en de inwoners van Orania;
3. Orania zal liggen binnen de geografische grenzen van de Thembelihle Plaaslike Munisipaliteit, maar de Thembelihle zal geen enkele macht hebben in het gebied dat wordt bestuurd door de Orania Vertegenwoordigende Raad. Thembelihle zal geen diensten leveren in Orania.

De speciale status van Orania bestaat alleen op het gemeentelijk niveau. Op districts-, provinciaal en nationaal niveau is Orania integraal onderdeel van het bestuurlijke systeem van Zuid-Afrika.

### Lopende onderhandelingen
In April 2001 werd een commissie geïnstalleerd door het Kabinet van Zuid-Afrika om het vraagstuk rond de gemeentelijke status van Orania op te lossen. In 2002 bereikte de commissie een akkoord en werd er een voorstel gestuurd naar het Kabinet van Zuid-Afrika. Het voorstel hield in dat Orania met Vanderkloof tot één gemeente samengevoegd zou worden. Er werd niets met het voorstel gedaan.
In 2007 kwamen de Orania Vertegenwoordigende Raad en het provinciale bestuur van de Noord-Kaap overeen dat de (gemeentelijke) status van Orania op alle bestuurlijke niveaus moet worden besproken.
Anno 2017 zijn de onderhandelingen over de status van Orania nog niet afgerond.

## Verkiezingen
Inwoners van Orania stemmen voor hun vertegenwoordigende raad op dezelfde dag als de landelijke lokale verkiezingen. In 1995 werden de eerste verkiezingen voor de Orania Vertegenwoordigende Overgangsraad gehouden. In 2000, 2006, 2011 en 2016 stemden inwoners van Orania zowel voor de Orania Vertegenwoordigende raad als van de districtsraad van de Pixley ka Seme, maar niet voor de raad van de Thembelihle.

### 1995-96 gemeentelijke verkiezingen
De verkiezingen van 1995-96 waren de eerste lokale verkiezingen in Zuid-Afrika, waarin burgers van alle rassen mochten stemmen.
| Vryheidsfront | 178 | 3/3 |

### 2000 en later
Een dag na de afwikkeling van de zaak tussen Orania en de Zuid-Afrikaanse regering op 4 December 2000, hield Orania tijdens de gemeenteraadsverkiezingen van 2000 zijn eigen verkiezingen voor de Orania Vertegenwoordigende Raad. Bij het stemlokaal van de Onafhankelijke Kiescommissie in Orania, waar mensen konden stemmen voor de nieuwe gemeente Thembelihle/Oranje-Karoo, stemde niemand, terwijl de opkomst bij het stemlokaal voor de Orania Vertegenwoordigende Raad boven de 90% lag.
Ook in 2006, 2011 en 2016 stemden inwoners van Orania voor hun eigen vertegenwoordigende raad. De verkiezingen worden telkens gehouden op dezelfde dag als de gemeenteraadsverkiezingen in de rest van Zuid-Afrika. Tussen 2011 en 2016 bestond de raad uit acht leden. In 2016 stemden inwoners voor een twaalf-koppige raad.

#### Lijst van voorzitters van de Orania Vertegenwoordigende Raad
- 2000—2006: Carel Boshoff
- 2006—2011: Prinsloo Potgieter
- 2011—2016: Johannes Strijdom
- 2016—nu: Carel Boshoff IV